# Quai du Président-Carnot
Le quai du Président-Carnot est une voie de circulation se trouvant à Saint-Cloud et menant au centre historique de la ville. Il suit le parcours de la route départementale D 7.

## Situation et accès

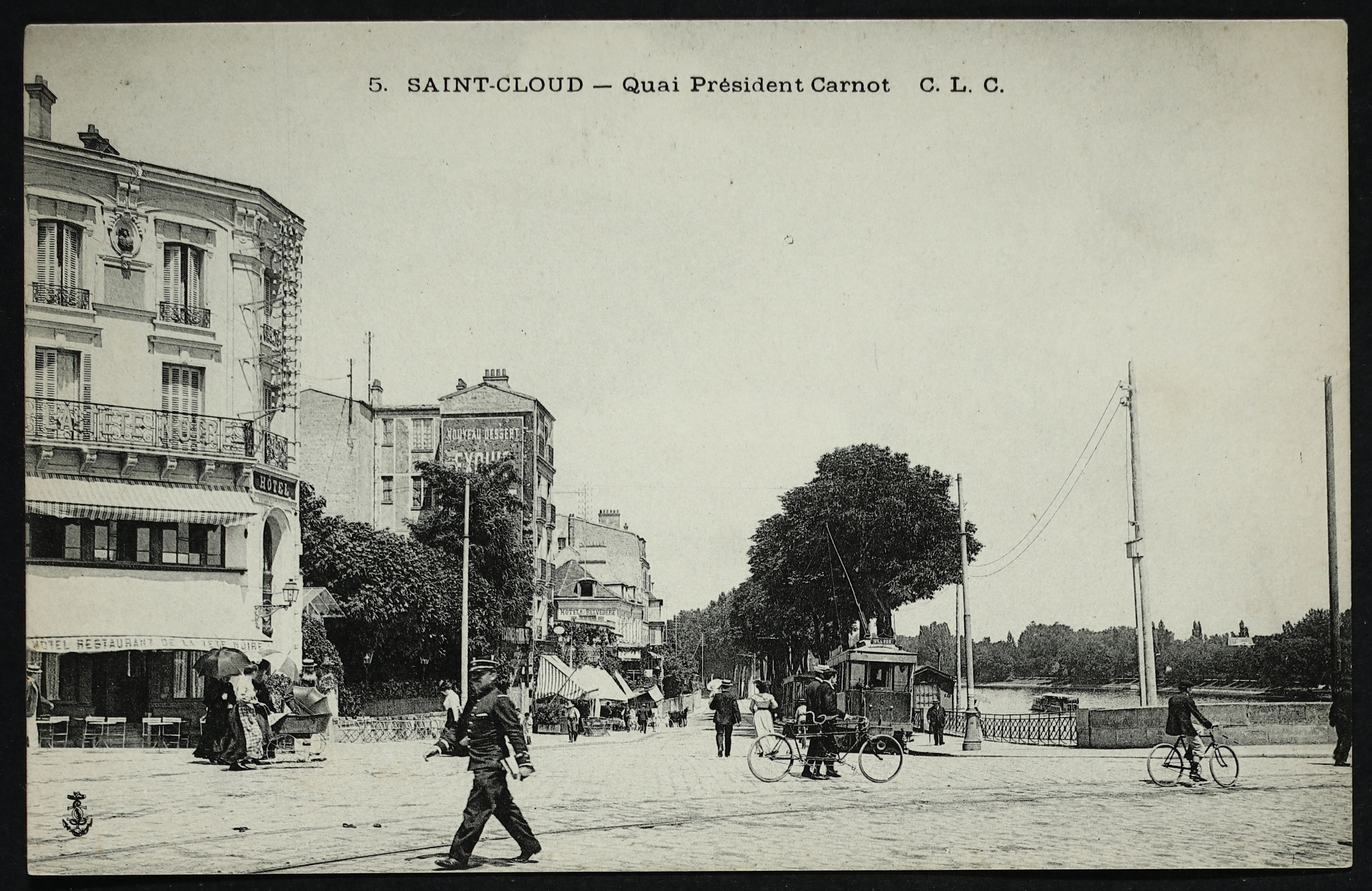
Carte postale ancienne montrant le quai du Président-Carnot à Saint-Cloud.

Ce quai, orienté nord-sud, commence son tracé dans le prolongement du quai Marcel-Dassault, au croisement de la rue des Pâtures. Il rencontre notamment la rue des Milons, la rue Feudon et la rue du 18-Juin-1940. À cet endroit et jusqu'au terme méridional de son parcours, il passe sous le viaduc de l'autoroute de Normandie. Il se termine enfin place Georges-Clemenceau, dans l'axe du quai du Maréchal-Juin.
Il est accessible sur toute sa longueur par la ligne 2 du tramway d'Île-de-France qui lui est parallèle, ainsi que par la gare de Saint-Cloud, sur la ligne de Paris-Saint-Lazare à Versailles-Rive-Droite.

## Origine du nom
Cette voie a été nommée en l'honneur du président de la République française Sadi Carnot, assassiné le 3 décembre 1887 par l'anarchiste italien Sante Geronimo Caserio.
Dans les années 1990, la partie nord de ce quai a été renommée en hommage à l'industriel et homme politique Marcel Dassault.

## Historique

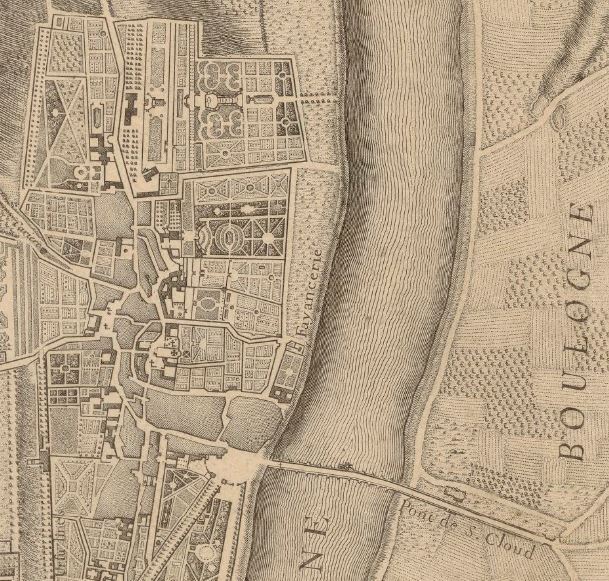
Zoom sur les quais. Manufacture royale de Saint-Cloud, 1744, d'après l'abbé Delagrive.

La proximité du pont de Saint-Cloud, qui permet de rejoindre Paris, favorisa l'urbanisation des pourtours de cette voie.
Grâce à la proximité avec la Seine, la manufacture de Porcelaine de Saint-Cloud disposait à la fois de facilités de transport mais aussi d'eau en grande quantité.
Au XIXe siècle, s'y exerçaient à leur activité pêcheurs et blanchisseuses, tandis qu'hôtels et restaurants accueillaient les  Parisiens visitant le parc de  Saint-Cloud.
Sa physionomie fut complètement modifiée dans les années 1970 avec la construction du viaduc de Saint-Cloud, qui altéra définitivement la physionomie du centre-ville. Toute une partie du quai est désormais surplombée par le viaduc dans la grande courbe se dirigeant vers le tunnel de Saint-Cloud.
Les années 2020 voient en revanche des travaux d'urbanisme destinés à faciliter les circulations douces,.

## Bâtiments remarquables et lieux de mémoire
- Passerelle de l'Avre ;

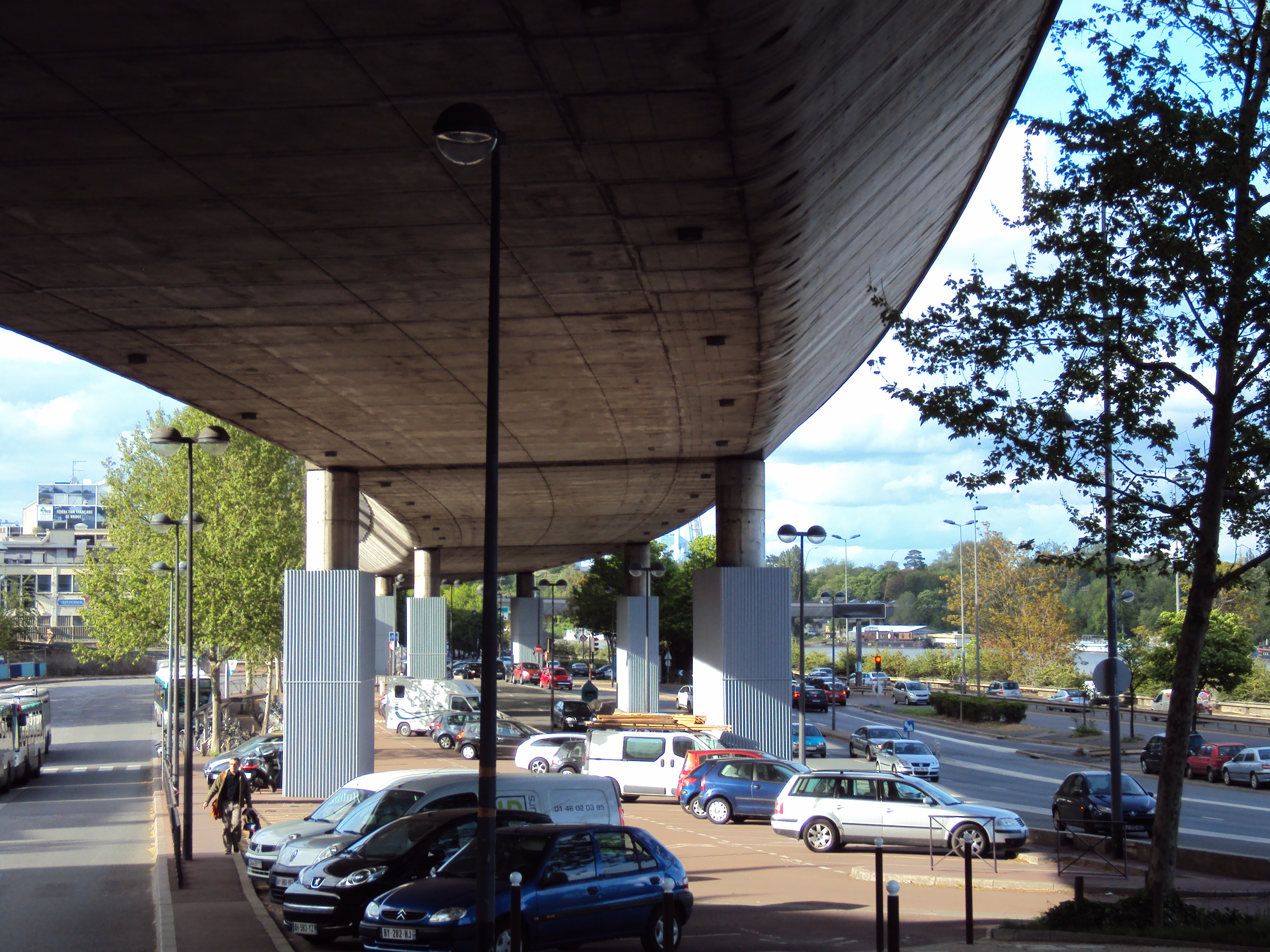
Sous le viaduc de la A13.

- Studios Franay de France Télévisions ;
- Viaduc de Saint-Cloud, qui porte l'autoroute A13 au-dessus de la Seine ;
- Église Saint-Joseph-Artisan de Saint-Cloud, à proximité ;
- Marché des Milons ;
- Stade Martine-Tacconi ;
- Siège de la Fédération française de bridge[6] ;
- Emplacement de la faïencerie de Saint-Cloud, créée par Pierre Chicaneau, et qui disparut au XVIIIe siècle[7],[8].
- C'est du no 22, quai Carnot qu'en 1931 Henri de France expérimenta les premières émissions de télévision en France[9],[10].